# Platysenta minuscula
Platysenta minuscula là một loài bướm đêm trong họ Noctuidae.